# Ascocleinetia
× Ascocleinetia, (abreviado Ascln) en el comercio, es un híbrido intergenérico entre los géneros de orquídeas Ascocentrum × Cleisocentron × Neofinetia. Fue publicado en Orchid Rev. 92(1087) cppo: 8 (1984).